# L. M. Kit Carson
Pour les articles homonymes, voir Carson.
Lewis Minor Carson dit L. M. Kit Carson, né le 12 août 1941 à Irving et mort le 20 octobre 2014 à Dallas, est un acteur, scénariste et producteur de film américain,.

## Biographie
Carson commence sa carrière dans le cinéma en jouant dans le film de Jim McBride David Holzman's Diary en 1967. Les deux se retrouveront en 1983 pour l'écriture du remake américain du film de Jean-Luc Godard, À bout de souffle intitulé À bout de souffle, made in USA. En 1984, Carson écrit le scénario du film de Wim Wenders Paris, Texas à partir de la pièce homonyme de Sam Shepard. Il écrit aussi en 1986 le scénario pour le film d'horreur Massacre à la tronçonneuse 2.

## Vie privée
Il a un fils, l'acteur Hunter Carson avec son ex-femme Karen Black. Kit Carson est mort dans son sommeil après une maladie le 20 octobre 2014 à l'âge de 73 ans,.

## Filmographie

### Acteur
- 1967 : David Holzman's Diary
- 1988 : Running on Empty
- 1997 : Hurricane Streets
- 2001 : CQ

### Scénariste
- 1983 : À bout de souffle, made in USA
- 1984 : Paris, Texas
- 1986 : Massacre à la tronçonneuse 2
- 2001 : Perfume

### Producteur
- 1993 : Bottle Rocket (court-métrage)
- 1996 : Bottle Rocket
- 2001 : Perfume